# Greater Taree City
Koordinaten: 31° 54′ S, 152° 27′ O

Die City of Greater Taree war ein lokales Verwaltungsgebiet (LGA) im australischen Bundesstaat New South Wales. Das Gebiet war 3.730 km² groß und hatte zuletzt etwa 46.500 Einwohner. 2016 ging es im Mid-Coast Council auf.
Greater Taree lag an der Pazifikküste etwa 310 km nordöstlich der Metropole Sydney und 630 km südlich von Brisbane. Das Gebiet umfasste 148 Ortsteile und Ortschaften, darunter Bobin, Caparra, Cedar Party Creek, Coopernook, Cundletown, Croki, Crowdy Head, Dyers Crossing, Glenwarrin, Hallidays Point, Hannam Vale, Harrington, Johns River, Killabakh, Kimbriki, Kolodong, Koorainghat, Krambach, Langley Vale, Lansdowne, Central Lansdowne, Manning Point, Marlee, Moorland, Mount George, Number One, Old Bar, Possum Brush, Purfleet, Stewarts River, Taree, Tinonee, Wherrol Flat, Wallabi Point, Wingham und Teile von Elands und Nabiac. Der Sitz des City Councils befand sich in Taree im Osten der LGA, wo zuletzt etwa 18.000 Einwohner lebten.

## Verwaltung
Der Greater Taree City Council hatte zwölf Mitglieder, elf Councillor und der Vorsitzende und Mayor (Bürgermeister) wurden von den Bewohnern der LGA gewählt. Greater Taree war nicht in Bezirke untergliedert.

## Persönlichkeiten
- John Coates (1945–2022), Mathematiker
- Troy Bayliss (* 1969), Motorradrennfahrer